# 龙兴寺 (凤阳)
32°52′33″N 117°34′08″E / 32.87587355506896°N 117.5689046523361°E
龙兴寺，亦称大龙兴寺、龙兴古刹，前身为皇觉寺，位于安徽省滁州市凤阳县，明太祖朱元璋曾于此出家為僧。1981年被列为安徽省重点文物保护单位。

## 历史
龙兴寺前身為「於皇寺」，始建于宋朝，历经宋金元战乱被毁。元朝入主中原后，原於皇寺一僧人“宣”重建寺庙。住持传至僧高彬时，朱元璋入寺出家，後起事。至正十二年，郭子兴起义军焚毁於皇寺。洪武十六年，朱元璋下诏重修於皇寺，因原址与明皇陵较近，故迁址重建，寺成后赐名大龙兴寺。
此后明清两朝，龙兴寺屡毁屡修。正统五年龙兴寺被焚，于天顺三年重建。正德五年龙兴寺失火，于万历年间重建。崇祯八年张献忠、高迎祥所辖起义军攻陷凤阳城，毁龙兴寺，后于清康熙十二年，由凤庐道范时秀、凤阳府知府张钦文等重修。咸丰三年，太平天国北伐至凤阳，再毁龙兴寺，后又陆续重修。
清末民初，战事频发，年久失修的龙兴寺早已破败不堪。康有为曾于此作《题朱元璋像》一诗，诗中提到：“坏寺颓垣照夕阳，铜锅石碣甚荒凉。”
1959年，安徽省政府拨款修缮龙兴寺，后于文革期间遭到破坏。1981年公布为安徽省重点文物保护单位。1993年寺庙交还宗教部门与僧人。1996年年底拨款修缮，复建明太祖殿、大雄宝殿、天王殿、地藏王殿、藏经楼、念佛堂、禅堂、寮房等200多间建筑。